# Дортмунд
До́ртмунд (нім. Dortmund) — місто земельного підпорядкування на заході Німеччини, у федеральній землі Північний Рейн-Вестфалія і з населенням 587 696. Дев'яте за величиною місто Німеччини і третє після Кельну та Дюссельдорфу в землі Північний Рейн-Вестфалія. Дортмунд є частиною Рейнсько-Рурського регіону, найбільшим містом Рурської області. Місто розташоване у Вестфалії та входить до адміністративного округу Ансберг.
Сьогодні перетворюється з промислової метрополії на важливий центр послуг і технологій, але раніше відомий насамперед сталлю, вугіллям та пивом. Дортмунд після багатьох років став центром страхової промисловості та роздрібної торгівлі. Дортмунд, у якому навчається близько 53 000 студентів у шести університетах, включаючи Технічний Університет Дортмунда, та 19 інших наукових установах, входить до десятки найбільших університетських міст Німеччини, а також є важливим місцем розвитку науки та високих технологій. Нові підприємства створюються, перш за все, в галузі логістики, інформаційних технологій та мікросистемної техніки.
Дортмунд з його головним залізничним вокзалом та аеропортом є важливим транспортним вузлом, завдяки найбільшому в Європі порту-каналу має зв'язок із важливими морськими портами на Північному морі. Дортмунд відомий на всю країну завдяки своєму футбольному клубу "Боруссія Дортмунд" та домашній арені "Зігналь Ідуна Парк". Це найбільший стадіон Німеччини з більш ніж 81 000 глядацьких місць. Іншими пам'ятками міста є Дортмундер У, Вестенхельвег як одна з найвідвідуваніших торгових вулиць у Німеччині. З кожним роком місто набуває все більшого значення в галузі туризму: зростання на 6,5%.

## Географія
Дортмунд розташований на Вестфальській низовині на заході Німеччині в Рурській області. На південь від міста знаходяться відроги гір Ардайського масиву, на півночі Дортмунд межує з областю Мюнстерланд. На сході знаходиться Зостська рівнина, на заході — Рурський басейн. Дортмунд лежить у верхній течії Емшера та середній течії Руру, у який на південь від міста впадає Ленне. На півночі протікає Ліппе. Канал Дортмунд-Емс сполучає Дортмунд з мережею каналів річкового транспорту.

### Клімат
Місто знаходиться у зоні, котра характеризується морським кліматом. Найтепліший місяць — липень із середньою температурою 17,8 °C (64 °F). Найхолодніший місяць — січень, із середньою температурою 1,7 °C (35 °F).
| Клімат Дортмунда        | Клімат Дортмунда | Клімат Дортмунда | Клімат Дортмунда | Клімат Дортмунда | Клімат Дортмунда | Клімат Дортмунда | Клімат Дортмунда | Клімат Дортмунда | Клімат Дортмунда | Клімат Дортмунда | Клімат Дортмунда | Клімат Дортмунда | Клімат Дортмунда |
| Показник                | Січ.             | Лют.             | Бер.             | Квіт.            | Трав.            | Черв.            | Лип.             | Серп.            | Вер.             | Жовт.            | Лист.            | Груд.            | Рік              |
| Середній максимум, °C   | 3,9              | 5                | 8,3              | 12,8             | 17,2             | 20               | 21,7             | 21,7             | 18,3             | 14,4             | 8,3              | 5                | 13,1             |
| Середня температура, °C | 1,7              | 2,8              | 5,6              | 8,9              | 13,3             | 16,1             | 17,8             | 17,8             | 15               | 11,1             | 6,1              | 3,3              | 10               |
| Середній мінімум, °C    | 0                | 0                | 2,2              | 5                | 8,9              | 11,7             | 13,3             | 13,3             | 11,1             | 7,8              | 3,3              | 1,1              | 6,5              |
| Норма опадів, мм        | 78               | 54               | 73               | 64               | 71               | 93               | 84               | 74               | 71               | 66               | 79               | 87               | 894              |
| Днів з опадами          | 13               | 10               | 12               | 12               | 12               | 12               | 11               | 11               | 11               | 10               | 13               | 13               | 140              |
| ----------------------- | ---------------- | ---------------- | ---------------- | ---------------- | ---------------- | ---------------- | ---------------- | ---------------- | ---------------- | ---------------- | ---------------- | ---------------- | ---------------- |
| Джерело: Weatherbase    |                  |                  |                  |                  |                  |                  |                  |                  |                  |                  |                  |                  |                  |

## Історія
Вік перших поселень, знайдених на території сучасного Дортмунду сягає бронзової доби. Перша згадка міста під ім'ям Throtmanni відноситься до 880 р. У 990 р. Дортмунду було подаровано право на торгівлю. Впродовж IX—XI століть був невеликим селом. У 1152 р. Фрідріх Барбаросса влаштувався тут і перебудував місто після пожежі. Дортмунд увійшов до Ганзейської унії, отримав статус імперського міста, в 1293 р. отримав дозвіл на виробництво пива. Після 1320 р. в документах назва міста стає близькою до нинішнього — Дорпмунде (Dorpmunde).
Тридцятирічна війна важко позначилася на житті міста. У 1793 р. населення Дортмунда становило всього 4500 осіб (не підтверджено). До 1803 р. він числився вільним імперським містом округу Нижній Рейн-Вестфалія, потім став ексклавом князівства Оранієн-Нассау. У 1806 р. Дортмунд, як частина французького великого герцогства Бергського увійшов до складу префектури Рурдепартамент. Після перемоги над Наполеоном місто перейшло до прусської провінції Вестфалія. Тут Дортмунд став центром округу у складі регіону Арнсберг, звідки був виключений в 1875 р., оскільки став містом земельного підпорядкування.
З середини XIX століття завдяки вуглевидобуванню і сталеплавильній індустрії почався новий період розквіту Дортмунду й перетворення його в індустріальне місто. Після відкриття в 1847 р. Кельнсько-мінденської залізниці Дортмунд став одним з найбільших залізничних вузлів Рурського регіону. Наступним важливим поштовхом економічного розвитку міста стало відкриття в 1899 р. судноплавного каналу Дормунд-Емс та міського порту.
У 1905 р. з входження до складу Дортмунда общини Керні почався період інтенсивного поглинання навколишніх сіл та селищ, що досяг свого піку в 1928 р., коли було поглинене м. Херде, що отримало статус міста ще в 1340 р. Під час Другої світової війни місто (у тому числі і його історична частина) було практично повністю зруйноване. 98 % центру міста лежали в руїнах і джерела того часу вважали, що його відновлення не має сенсу. Проте високий попит на вугілля і сталь у всьому світі привів до несподівано швидкого відновлення міста. Вже до червня 1945 р. були відновлені всі вугільні шахти, а 31 грудня 1945 р. була відновлена перша доменна піч. У 1950 році Дортмунд вже налічував 500 000 осіб населення.

## Транспорт

### Дорожній
Після Другої світової війни місто було перебудовано у зручному для автомобілі стилі. Дортмунд є одним із найважливіших транспортних вузлів Рурської області та регіону Вестфалія. У районах міста та поблизу розташовані важливі німецькі автомобільні розв'язки.

### Залізничний
Дортмунд-Головний — один із найважливіших залізничних вузлів у німецькому пасажирському транспорті з 41 мільйоном пасажирів на рік. Крім того, в районі міста розташовано 23 регіональні залізничні вокзали. З точки зору регіонального транспортного сполучення важливими станціями є станції Дортмунд-Херде, Курль та Менгеде, а також 25 зупинок Рейнсько-Рурської залізниці.

### Повітряний
Аеропорт Дортмунд — аеропорт середнього розміру, який однак, швидко розвивається, розташований на відстані 13 км на схід від центру міста на границі з Гольцвіккеде. Цей аеропорт обслуговує пасажирів з Рурського регіону, Зауерланду, Вестфалії і частини Нідерландів і пропонує рейси до Мюнхена, Лондона, Відню та багатьох східноєвропейських країн та інших напрямів.

## Міста-побратими
- Ам'єн, Франція (1960)
- Баффало, США (1977)
- Бейоглу, Туреччина
- Лідс, Велика Британія (1949)[3][4]
- Нетанья, Ізраїль (16 листопада 1981)[5][6]
- Новий Сад, Сербія (5 жовтня 1982)[7][8][9]
- Ростов-на-Дону, Росія (4 липня 1977)[10][11]
- Сіань, КНР (1991)
- Сіті-оф-Лідсd, Велика Британія
- Трабзон, Туреччина (2014)
- Цвікау, Німеччина

## Галерея

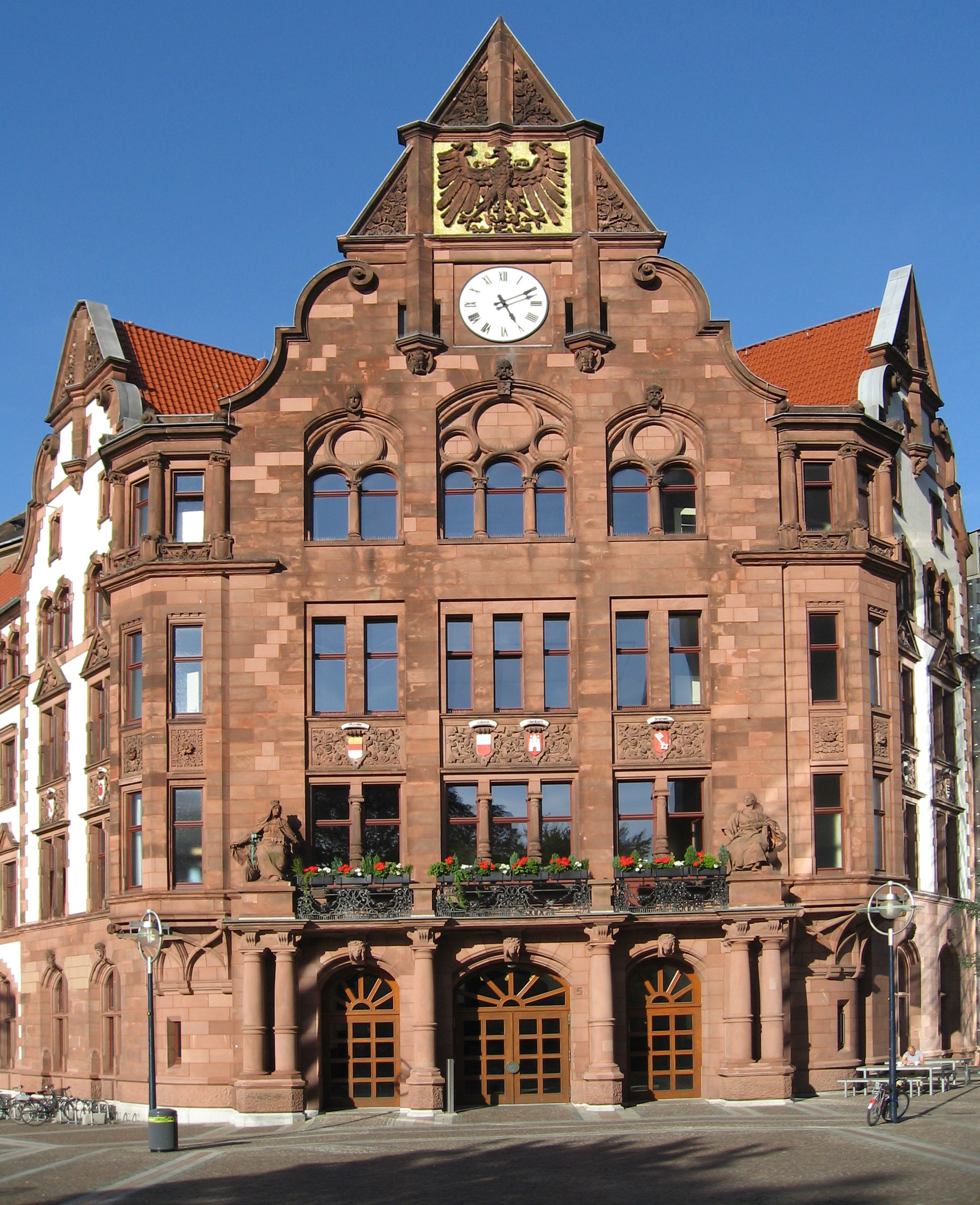
Стара ратуша
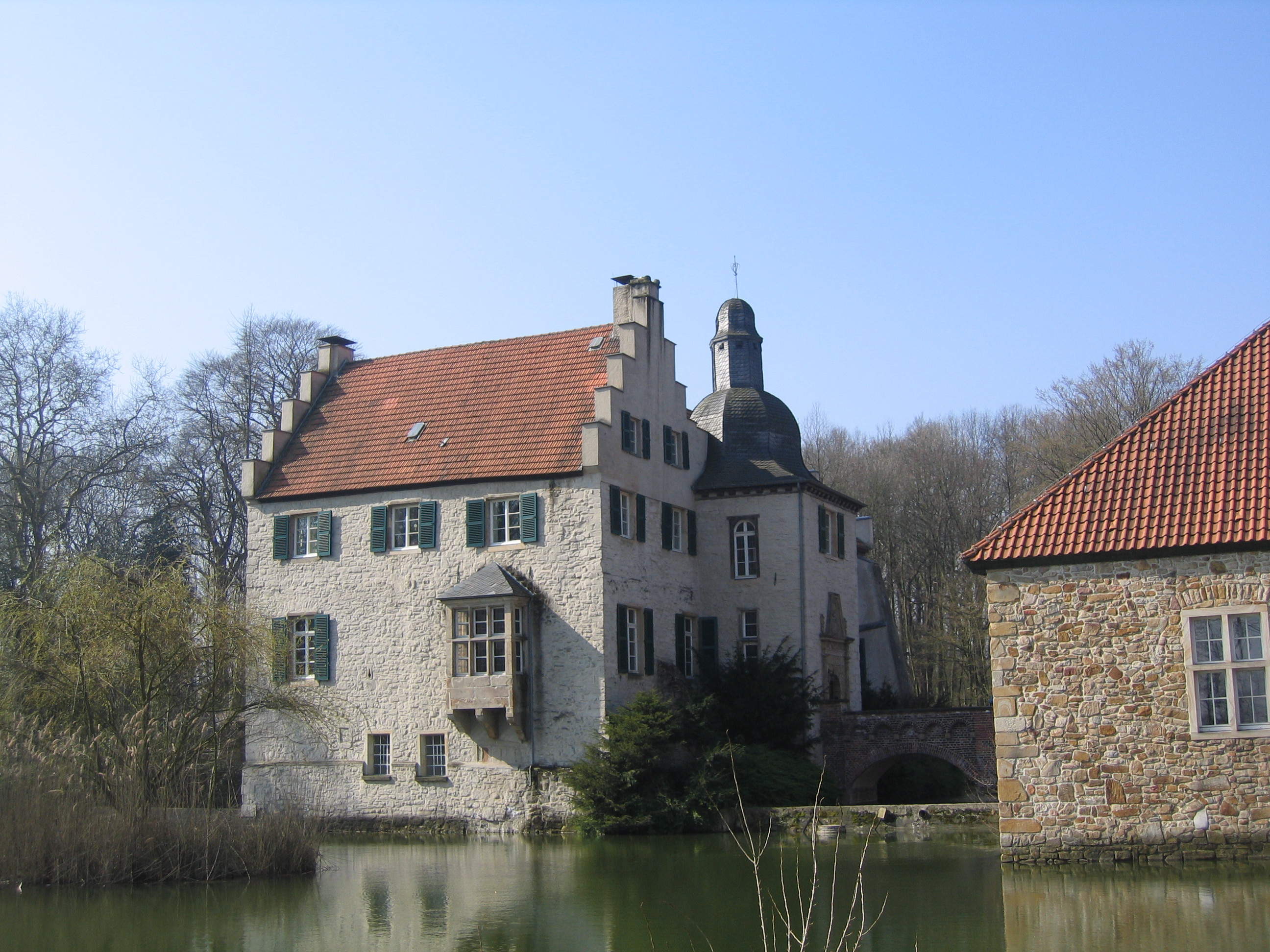
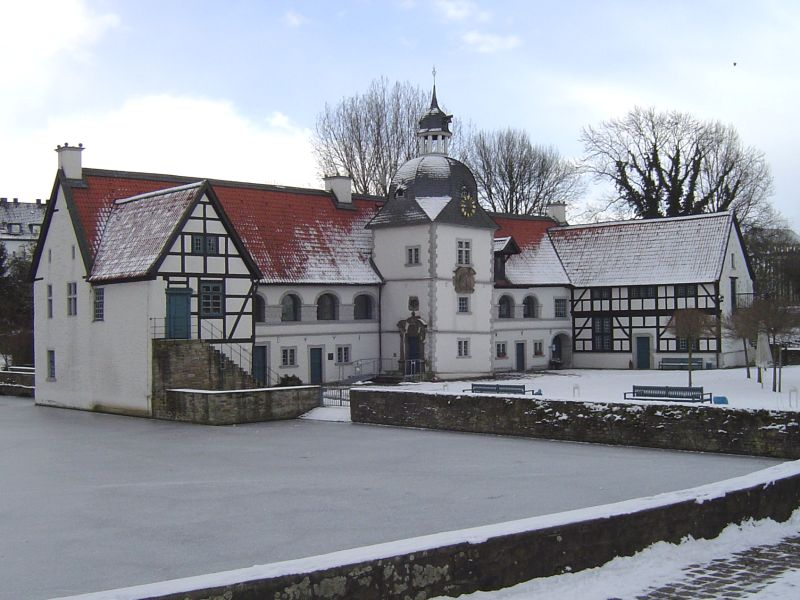
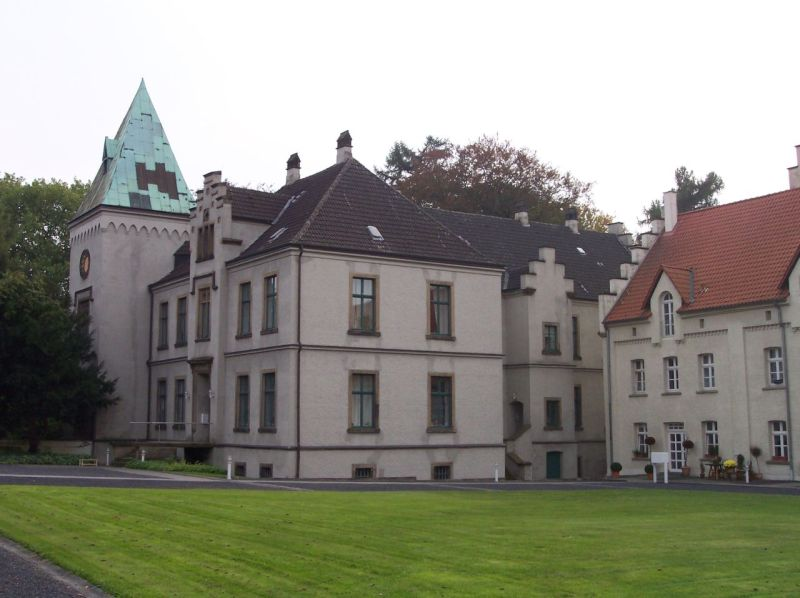
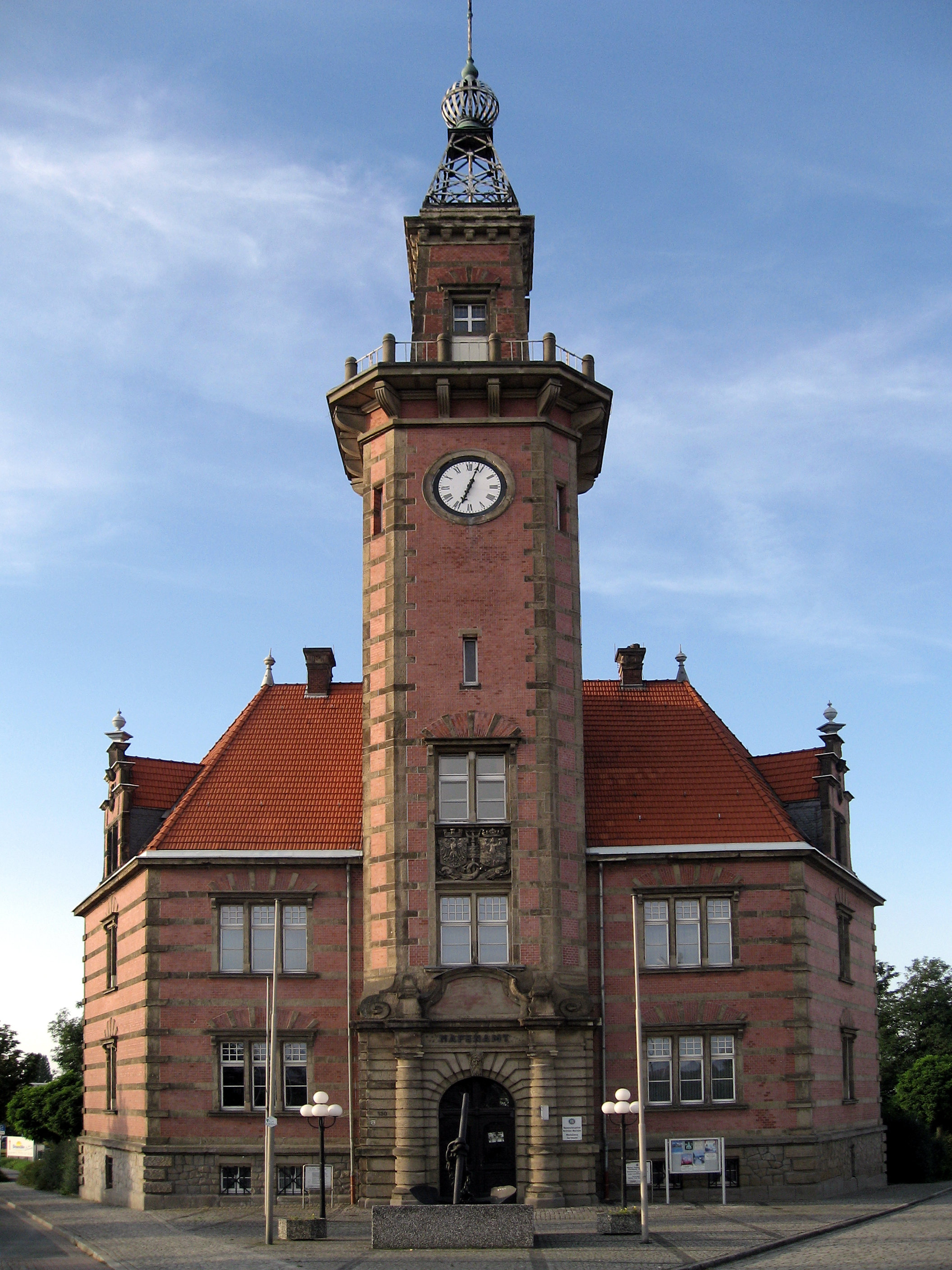
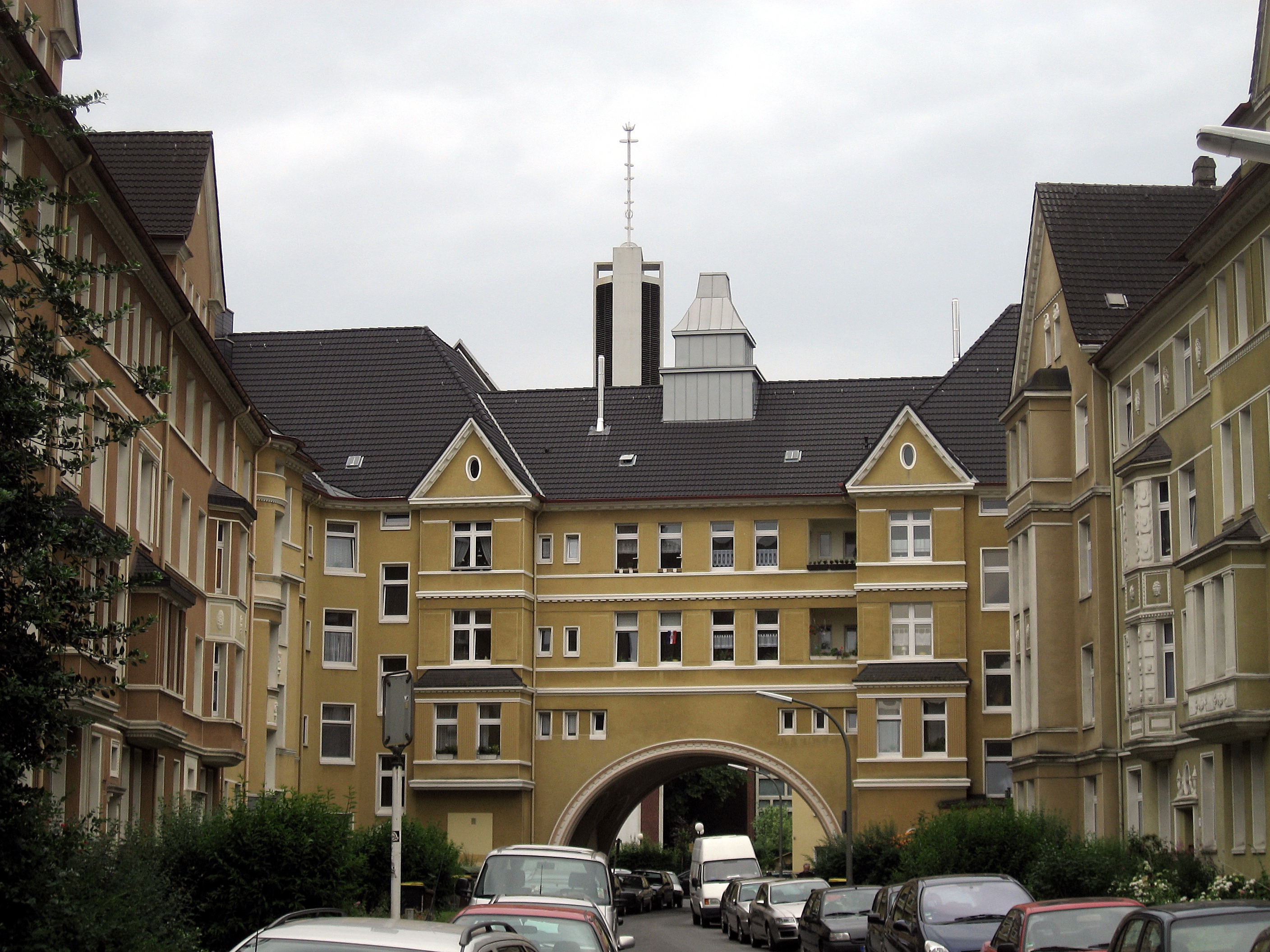
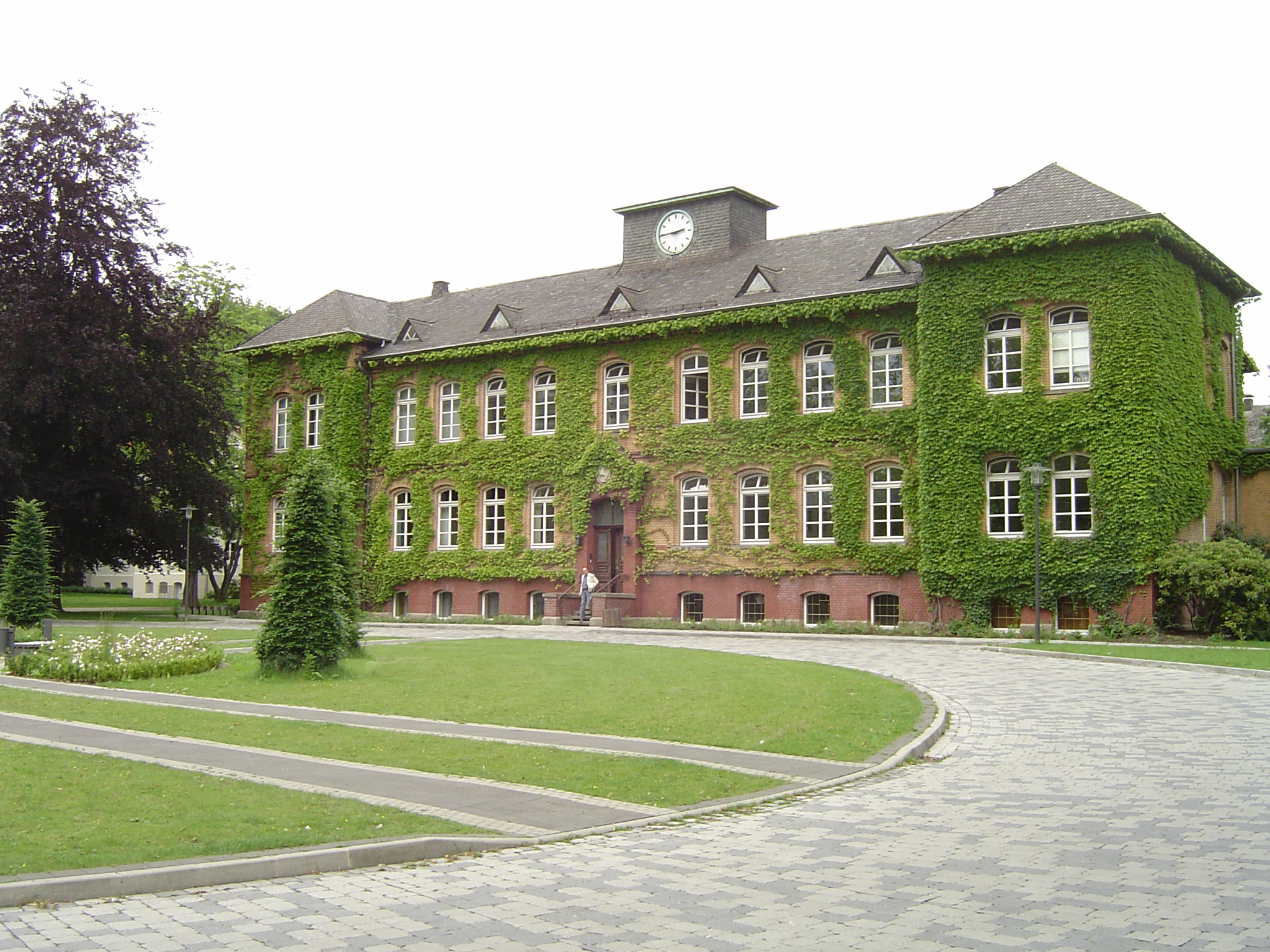
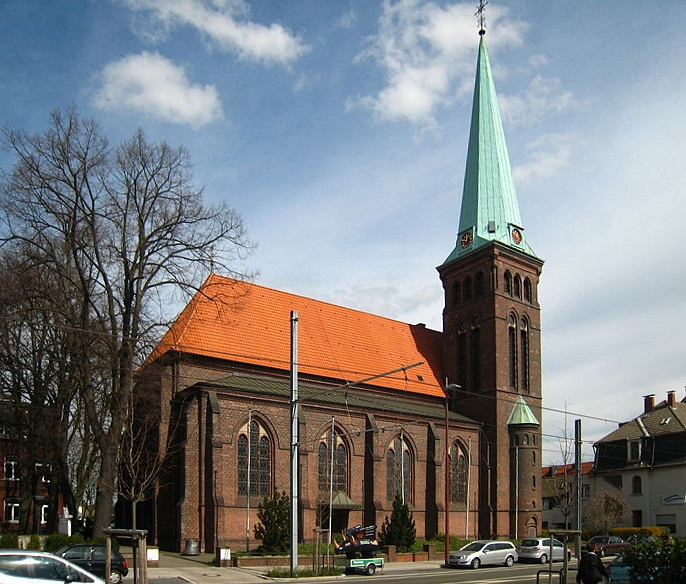
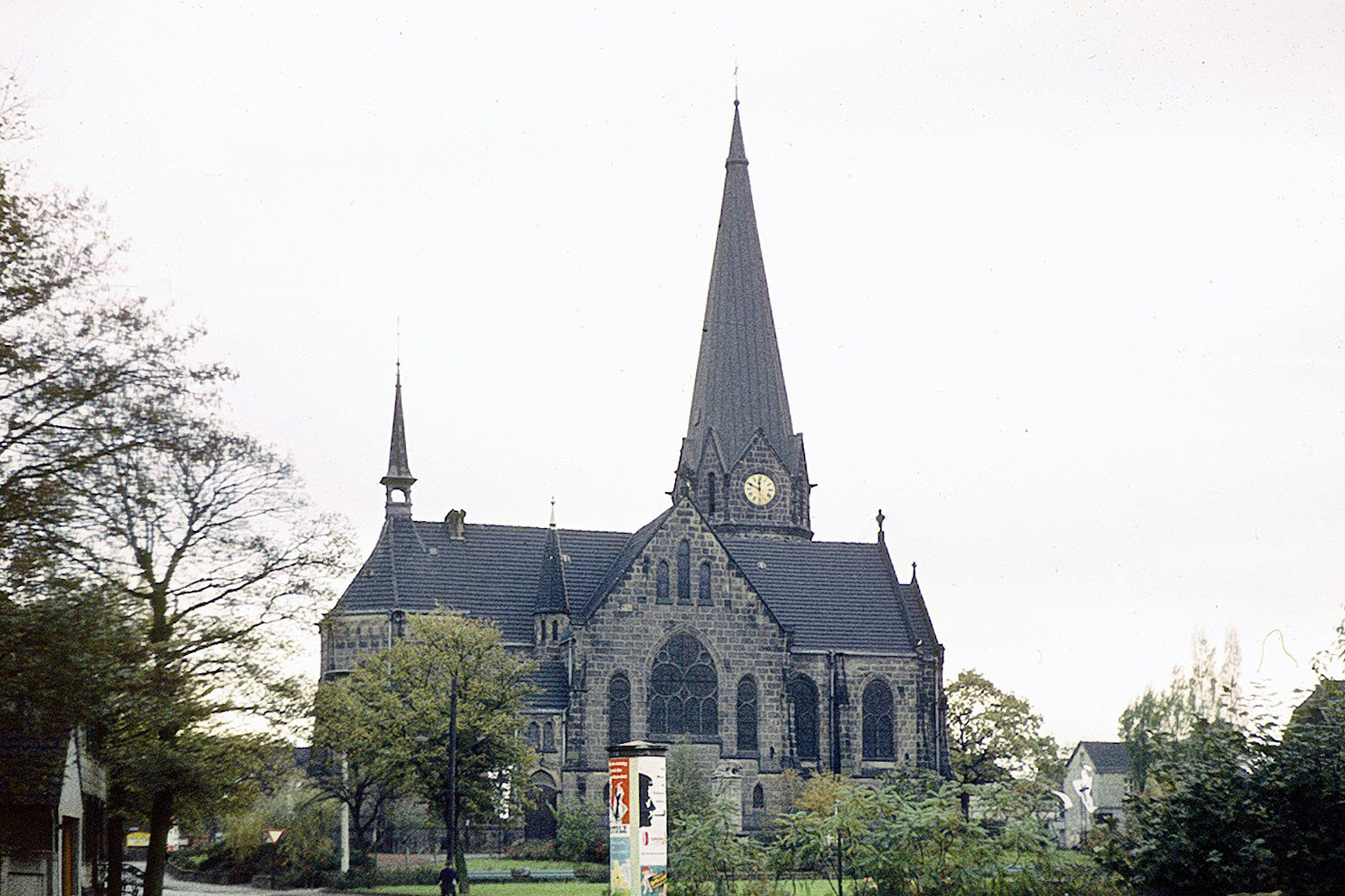
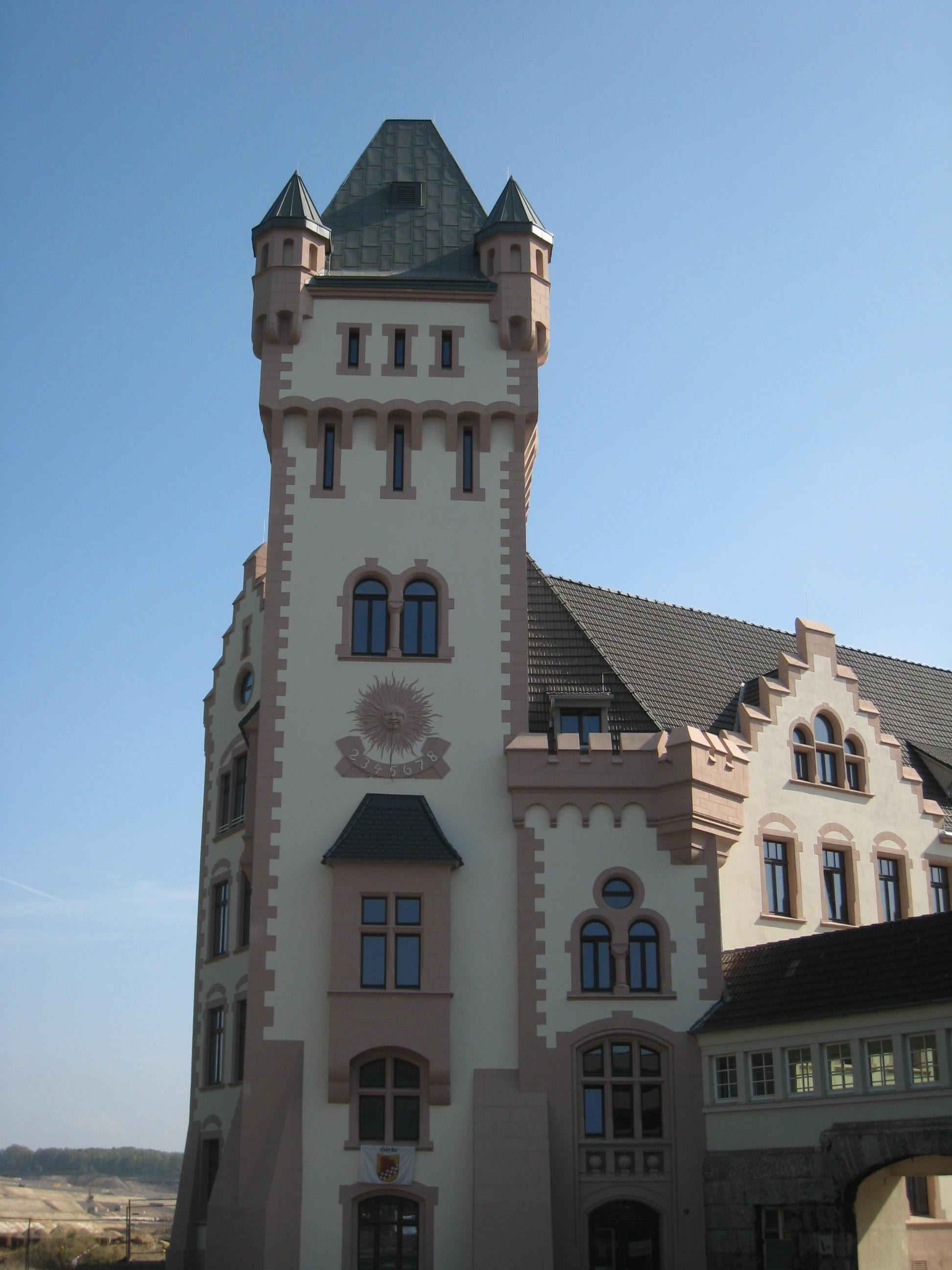
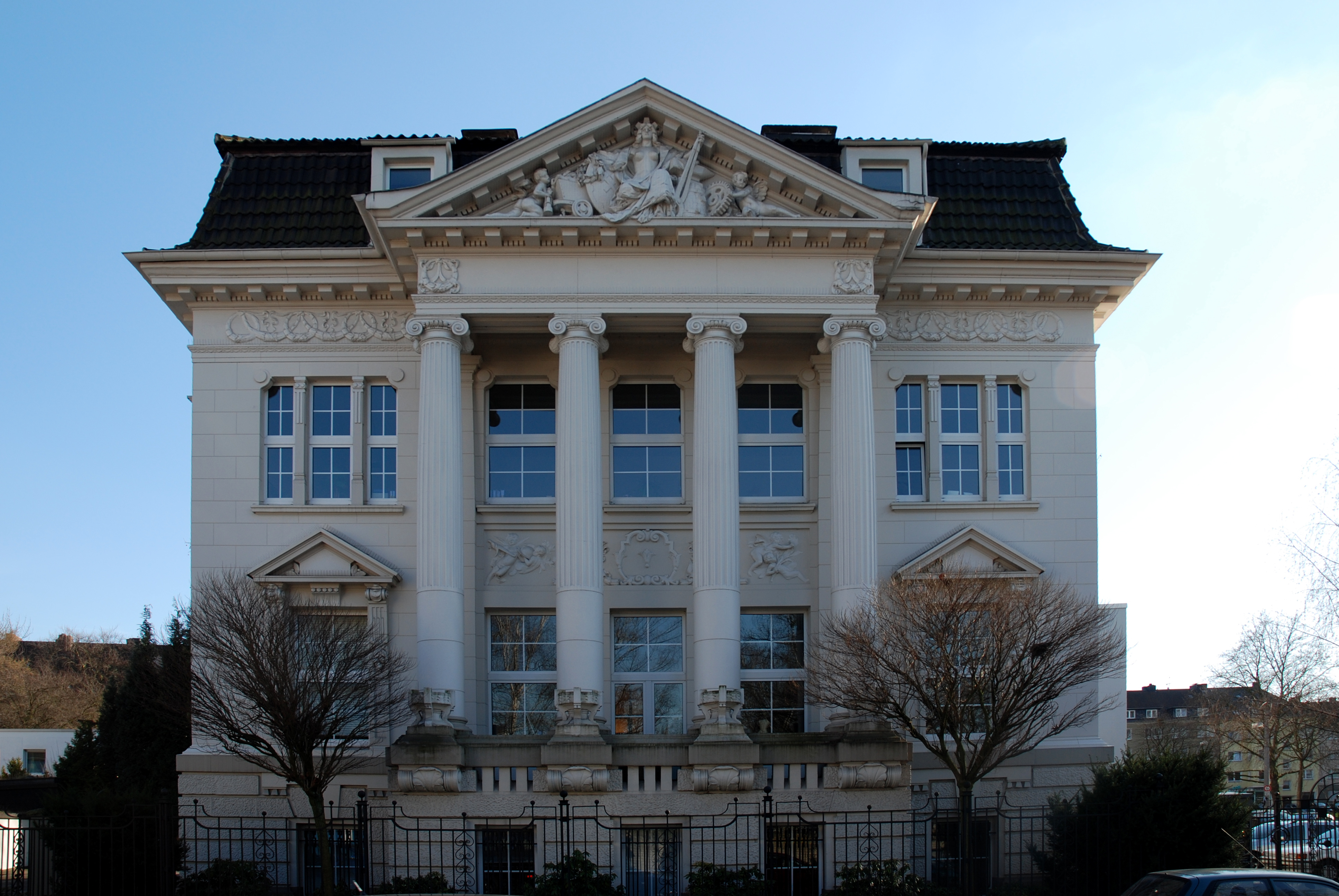
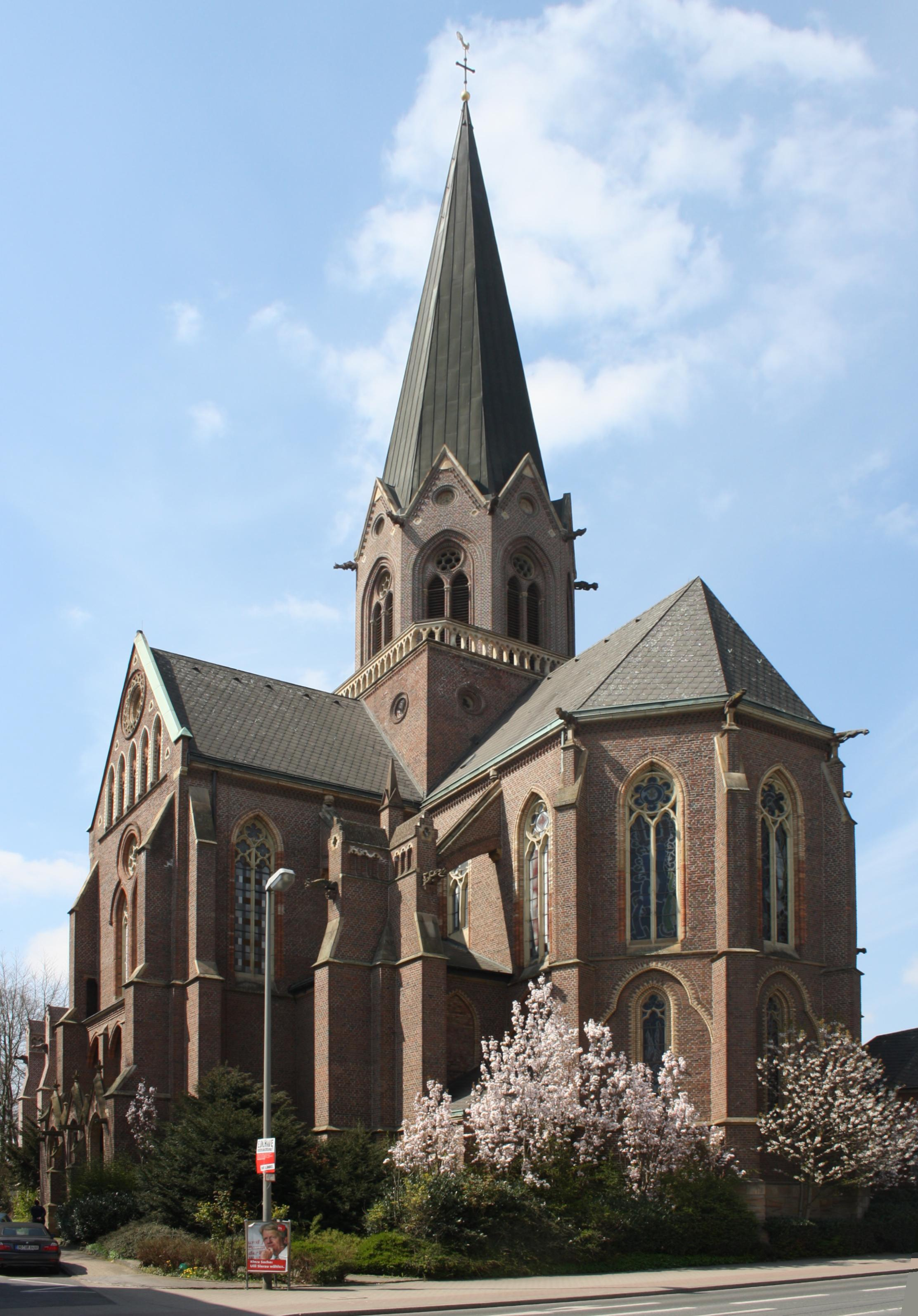
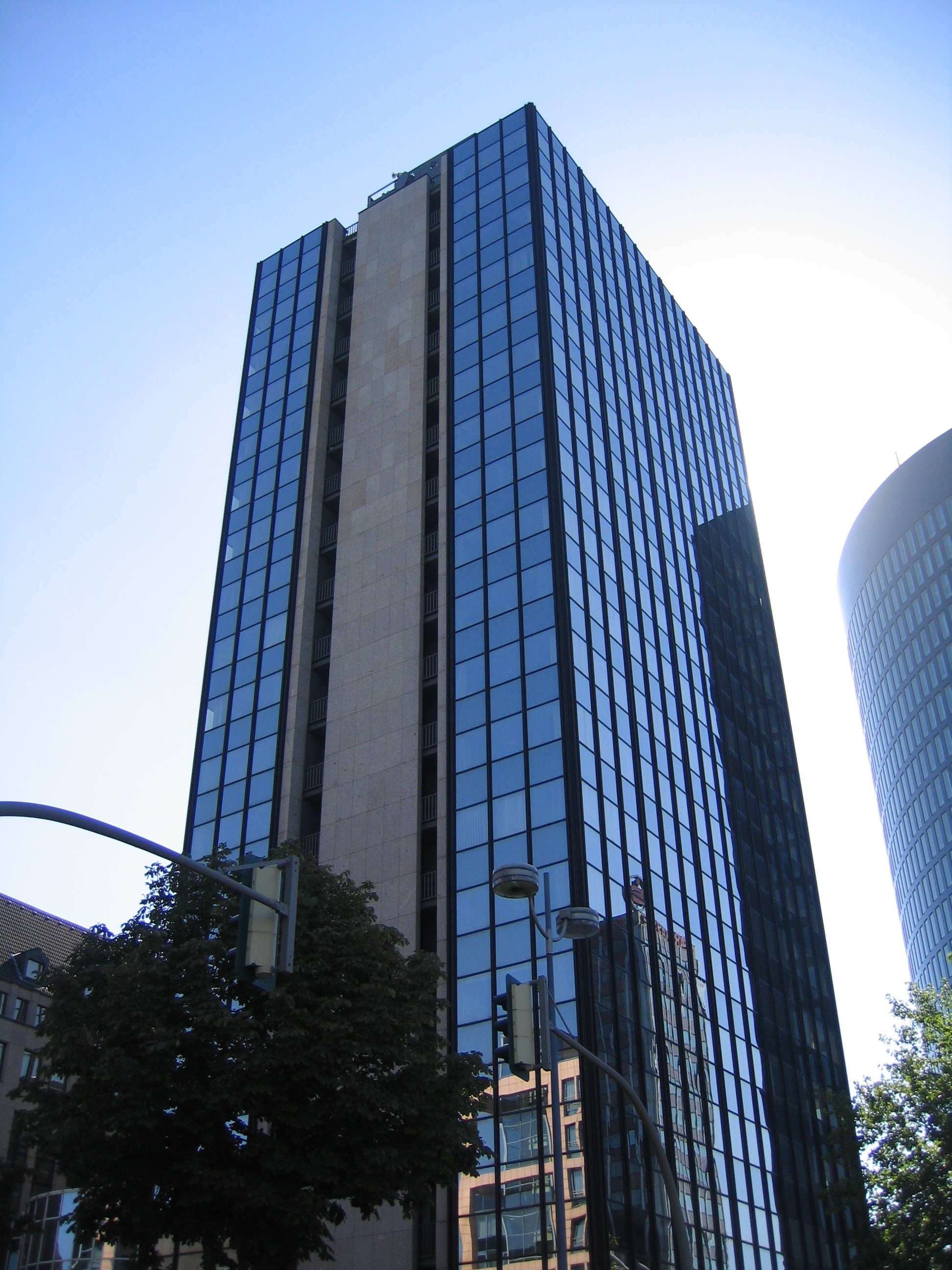
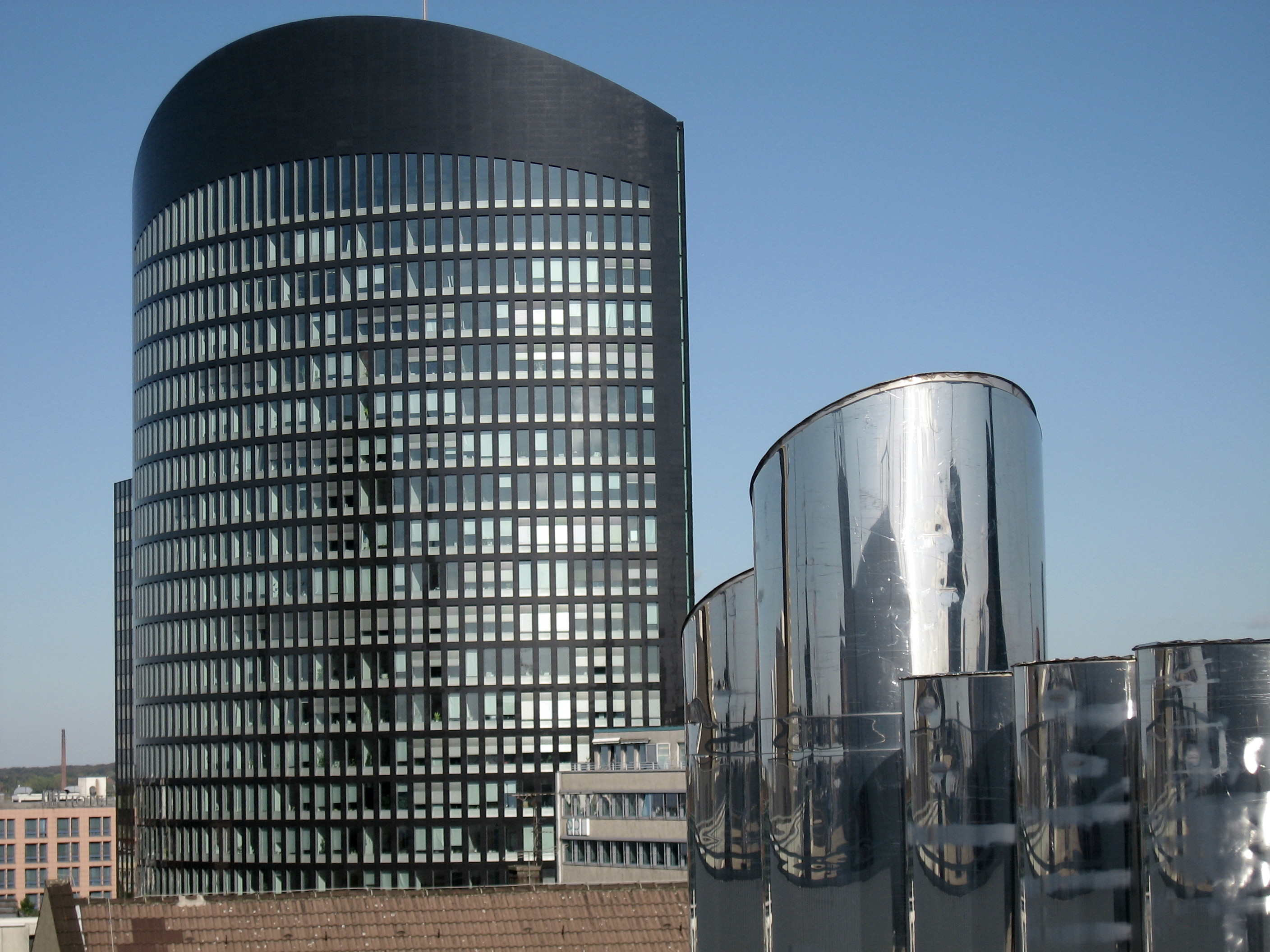
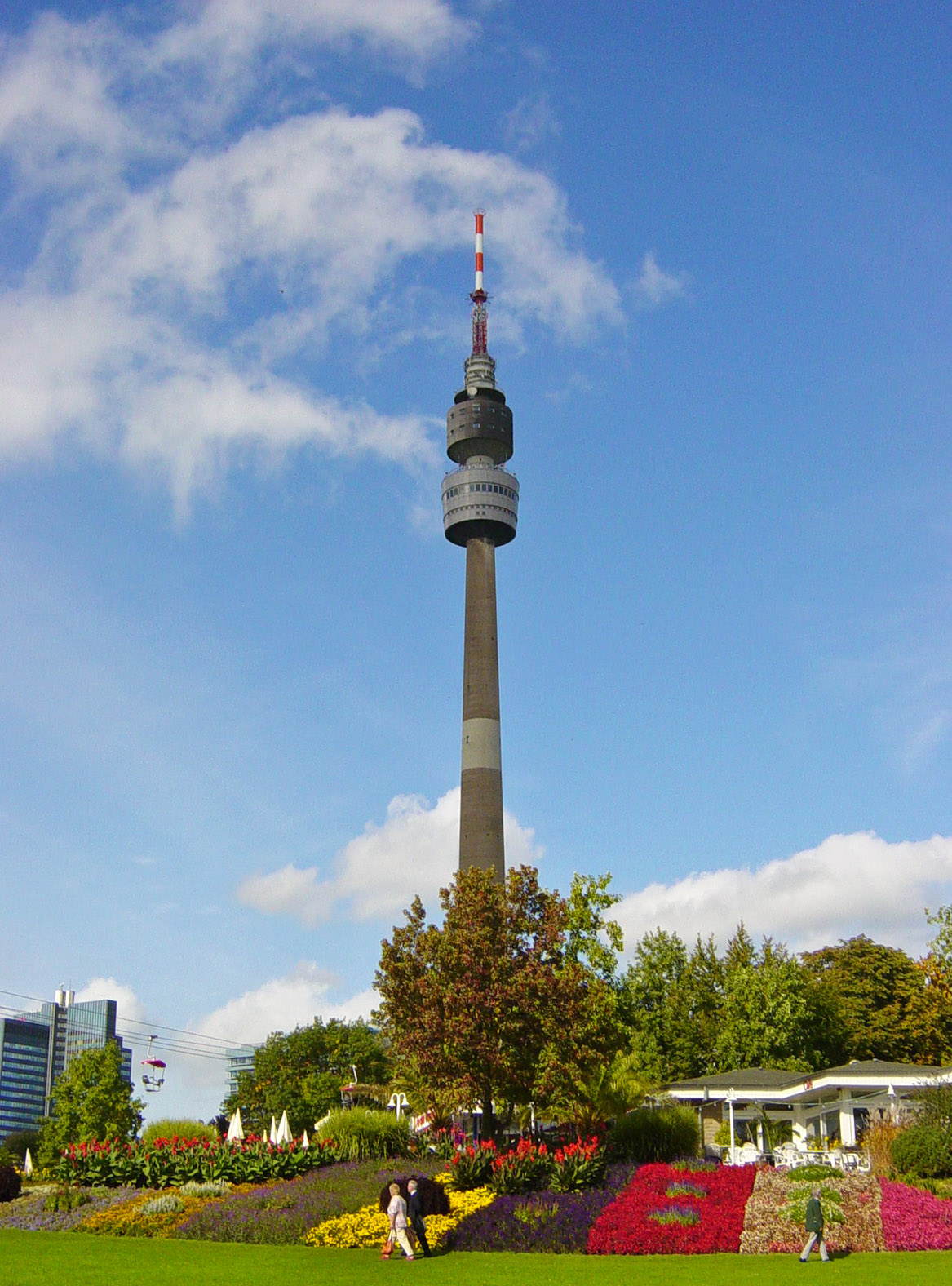
Флоріантрум
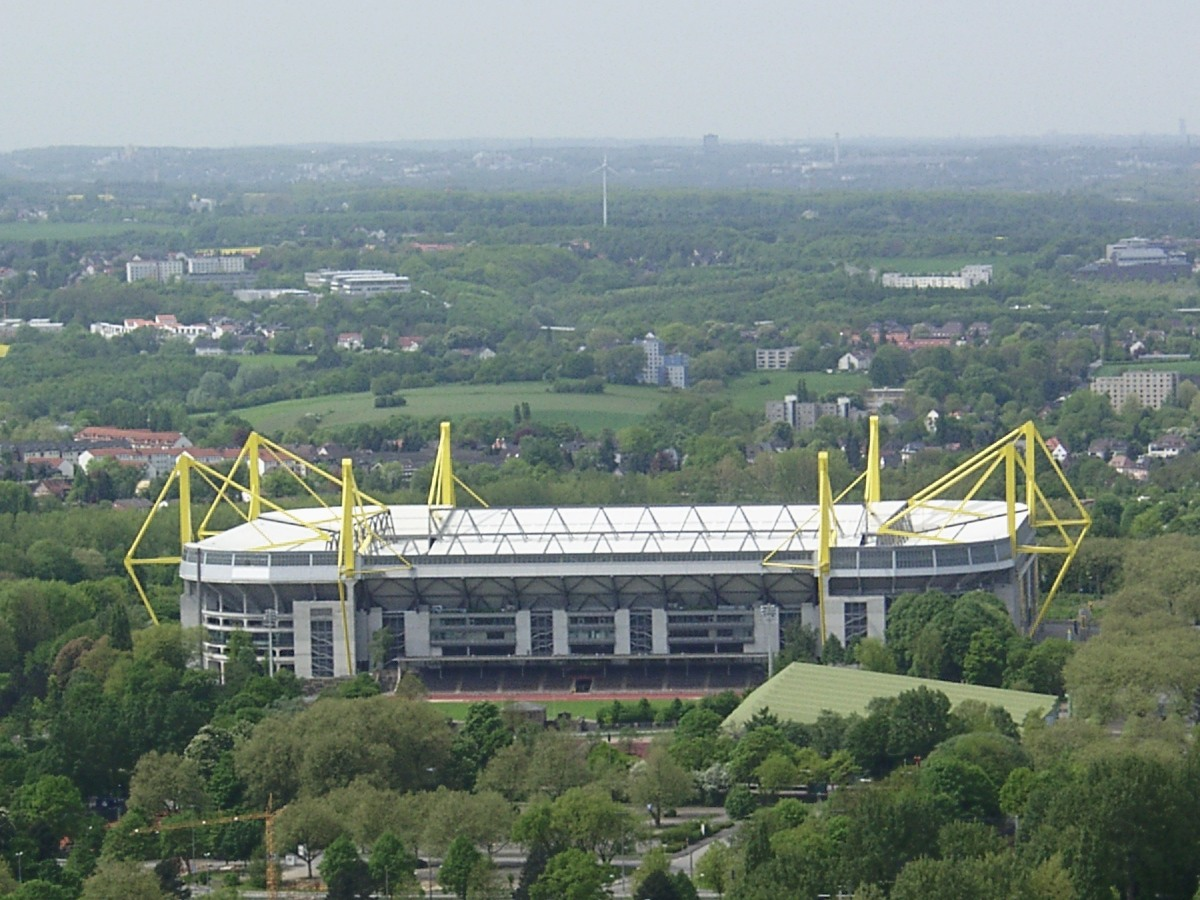